# Callistochiton
Callistochiton är ett släkte av blötdjur. Callistochiton ingår i familjen Ischnochitonidae.

## Dottertaxa tillCallistochiton, i alfabetisk ordning[1]
- Callistochiton adenensis
- Callistochiton antiquus
- Callistochiton asthenes
- Callistochiton augustensis
- Callistochiton barnardi
- Callistochiton belliatus
- Callistochiton biakensis
- Callistochiton broomensis
- Callistochiton carpenterianus
- Callistochiton clenchi
- Callistochiton colimensis
- Callistochiton crassicostatus
- Callistochiton crosslandi
- Callistochiton decoratus
- Callistochiton elenensis
- Callistochiton expressus
- Callistochiton generos
- Callistochiton granifer
- Callistochiton indicus
- Callistochiton jacobaeus
- Callistochiton laticostatus
- Callistochiton leei
- Callistochiton mawlei
- Callistochiton occiduus
- Callistochiton omanensis
- Callistochiton pachylasmae
- Callistochiton palmulatus
- Callistochiton periconis
- Callistochiton philippinarum
- Callistochiton porosus
- Callistochiton portobelensis
- Callistochiton pulchellus
- Callistochiton pulchrior
- Callistochiton righii
- Callistochiton rotondus
- Callistochiton shuttleworthianus
- Callistochiton squamigercostatus